# Fernando de Córdoba (filósofo)
Fernando de Córdoba (Córdoba, c. 1422 - Roma c. 1480) fue un filósofo neoplatónico español.

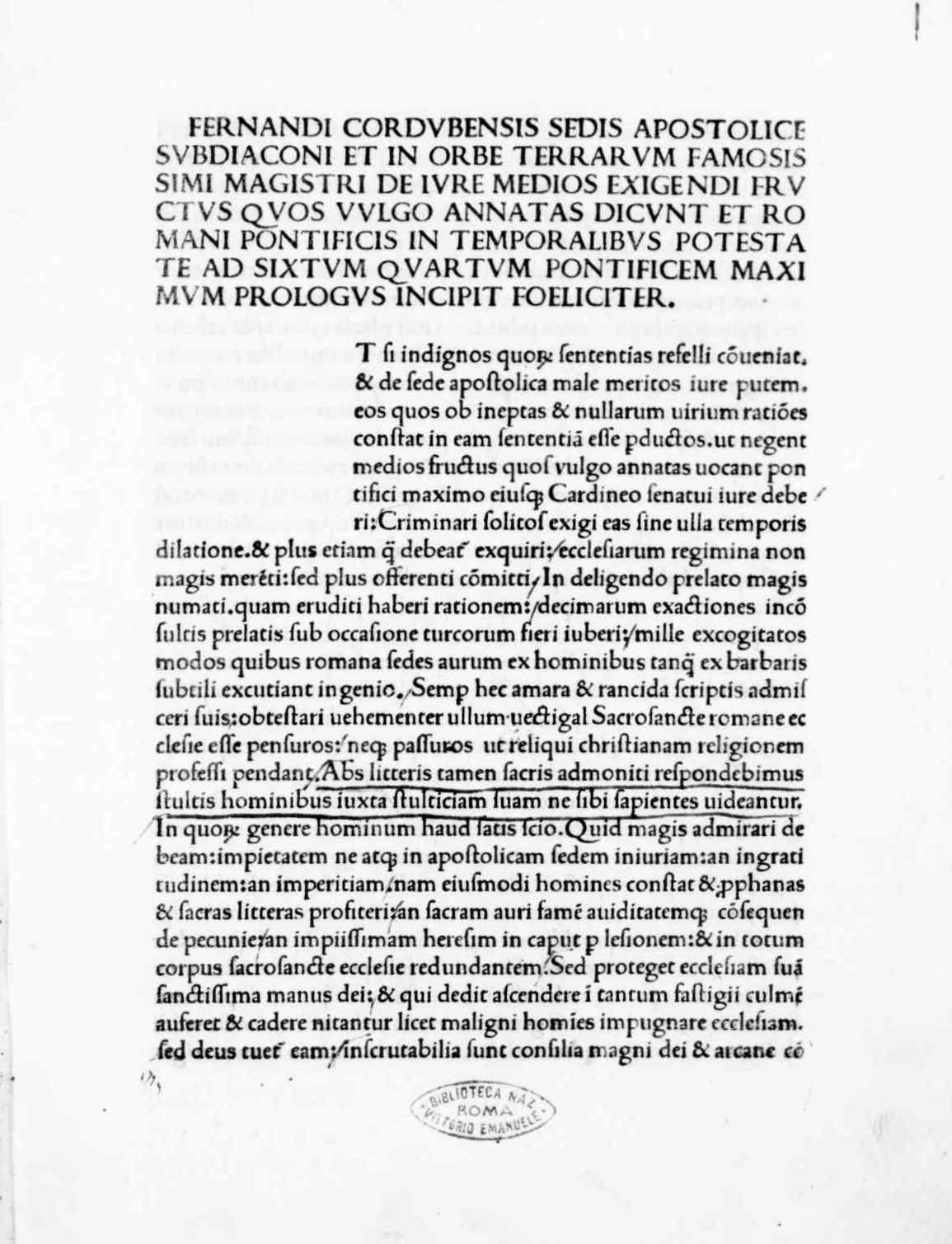
De iure medios exigendi fructus quo vulgo annatas dicunt, 1484

## Biografía
De extraordinaria inteligencia, a los 20 años dominaba el latín, griego, hebreo, caldeo y árabe, y conocía de memoria las obras de Platón, Aristóteles, Hipócrates, Avicena y otros autores. Era además músico, pintor y maestro de derecho civil.
En 1443 fue embajador de Juan II de Castilla ante Alfonso el Magnánimo en su corte de Nápoles. Én 1445 marchó a París, donde permaneció un año y suscitó la admiración y la envidia de los doctores de La Sorbona. Se llegó a afirmar que un hombre tan docto no podía ser más que el Anticristo. En 1446 se instaló en Génova, donde tuvo una académica de dialéctica acerca de veintiocho cuestiones. Antonio Cassarino lo juzgó con severidad, como recoge Benedetto Croce, en España en la vida italiana del Renacimiento: "barbusculos homo, sine letteris, sine lepore atque adeo sine sensa», que se jactaba de poseer ñudaicas letteras»". Fue elogiado por Lorenzo Valla, a quien defendió ante la Inquisición de Nápoles por su disputa con Antonio de Bitonto.
Laurence Sterne lo menciona en Tristram Shandy entre los ejemplos de niños prodigio.

## Obras
- De artificio omnis et investigandi et inveniendi natura scibilis.
- De laudibus Platonis.
- De duabus Philosophis.
- Praestantia Platonis supra Aristotelem.
- Comentarios sobre el Almagesto de Ptolomeo.
- De iure medios exigendi fructus quo vulgo annatas dicunt (en latín). Roma. 1484.